# Aericura

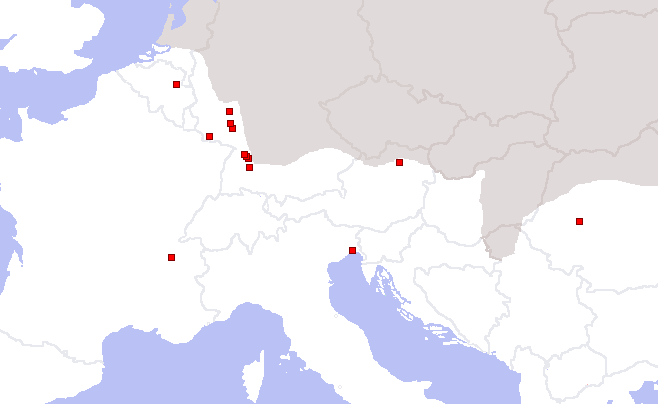
Inschriften von Herecura

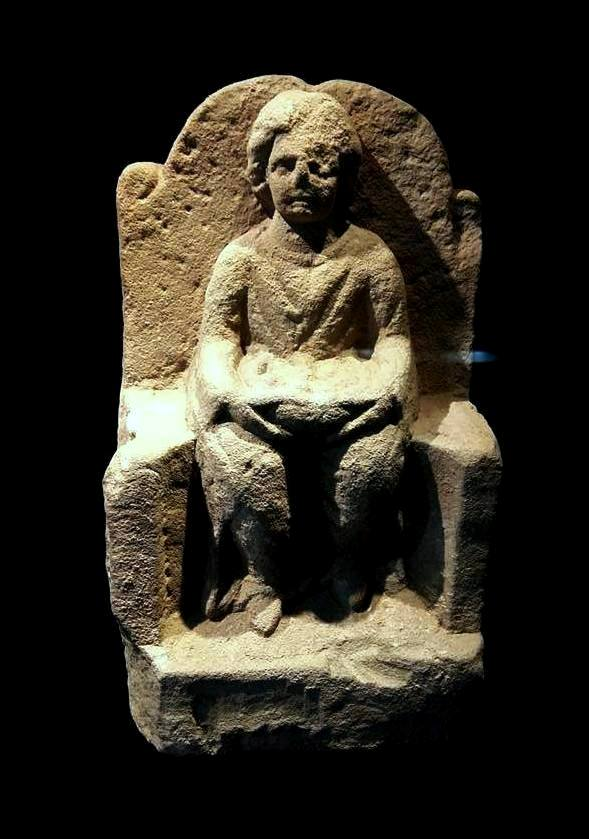
Aericura. Sitzfigur aus Stuttgart-Bad Cannstatt, Württembergisches Landesmuseum, Stuttgart

Aericura, auch Aeracura, Aercura, Herecura, Hericura, Ericura oder Erecura, ist eine antike keltisch-germanische (nach einigen Theorien jedoch ursprünglich eine illyrische) Gottheit.

## Mythologie
Aericura wird zumeist mit Attributen ähnlich der Proserpina dargestellt, manchmal in Begleitung eines Wolfs oder Hundes, sehr oft jedoch mit Fruchtbarkeitsattributen wie Apfelkörben. Von einigen wird Aericura als Fruchtbarkeitsgottheit gedeutet, häufig jedoch als Totengöttin und Begleiterin oder Helferin (πάρεδρα, Paredra) von Dis Pater, beide Funktionen können sich in der keltischen Glaubenswelt überschnitten haben. Eine bekannte Inschrift mit bildlicher Darstellung stammt aus Sulzbach (römische Provinz Germania superior) (heute im Badischen Landesmuseum Karlsruhe). Aericura wird hier mit einem Fruchtkorb in der Hand, Dis Pater mit einer Schriftrolle dargestellt.
Verbreitet ist Aericura hauptsächlich im Donaugebiet, Süddeutschland und Slowenien, jedoch tauchen Darstellungen von ihr auch in Italien, Britannien und Frankreich auf.
Schriftliche Belege für ihre Verehrung fehlen jedoch und eine Etymologie des Namens aus den keltischen Sprachen ist ebenfalls noch nicht gelungen. Eine Deutung aus dem Lateinischen *aeri-cūra („die sich um das aes [Kupfer/Bronzemünze?] sorgt“; von aereos, Kupfer) ist umstritten.
In einer Inschrift in Corbridge, Northumberland ist ein männlicher Gott Arecurius erwähnt, der nach der Interpretatio Romana mit Apollon oder Mercurius gleichgesetzt wurde.